# Sinfonicamente
Sinfonicamente è un album di Riccardo Zara pubblicato nel 2014 dalla 3F.
Si tratta del primo album completamente in digitale di Riccardo Zara realizzato (alla fine degli anni ottanta e pubblicato solo nel 2014) con gli stessi sintetizzatori che usava per comporre le sigle dei Cavalieri del Re. Contiene quindici brani, dei quali dieci sono rivisitazioni di celebri arie di musica classica, mentre i restanti cinque sono composti da lui stesso.

## Tracce
1. Il mattino
2. Concerto n° 1
3. Universo infinito
4. Marcia turca
5. Adagio in sol minore
6. La casa del Signore
7. Piccola serenata notturna
8. Per Elisa
9. Stregati dalle note
10. Sogno d'amore
11. Danza delle spade
12. Mezzanotte di sogno
13. Aria sulla quarta corda
14. Minuetto
15. Danza dei cherubini